# Station Kupienin
Station Kupienin is een spoorwegstation in de Poolse plaats Kupienin.